# Stellifer chaoi
Stellifer chaoi és una espècie de peix de la família dels esciènids i de l'ordre dels perciformes.

## Morfologia
- Els mascles poden assolir 9,7 cm de longitud total.[4][5]

## Hàbitat
És un peix de clima tropical i demersal que viu fins als 20 m de fondària.

## Distribució geogràfica
Es troba a l'Atlàntic occidental: Colòmbia (Illa Salamanca) i el Golf de Veneçuela.

## Observacions
És inofensiu per als humans.